# エブスフリート・ユナイテッドFC
エブスフリート・ユナイテッド・フットボール・クラブ（Ebbsfleet United Football Club）はイングランド・エブスフリートを本拠地とするサッカークラブチームである。2024-25シーズンはカンファレンス・ナショナル（5部相当）に所属。

## 歴史
クラブ創設は第二次大戦後の1946年。1893年創設のグレイヴズエンド・ユナイテッドFC (Gravesend United F.C.) と、1890年創設のノースフリート・ユナイテッドFC (Northfleet United F.C.) の2チームが合併したことにより誕生した。合併当時の名称は、グレイヴズエンド&ノースフリートFC (Gravesend & Northfleet F.C.) である。2007年11月13日、英国のサッカーファンが運営するサイト「マイフットボールクラブ」が同クラブを買収。2万人のサイト会員から捻出した出資金、年間35ポンド（日本円にして約8,100円）を使い、株式とクラブ編成権を買い取った。これによりサポーターによるサポーターのためのサッカークラブチームが誕生した。

## タイトル

### 国内タイトル
- サウザンリーグ:1回

1957-1958
- サウザンリーグ・サウザンディヴィジョン:2回

1974-1975,1993-1994
- イスニアンリーグ:1回

2001-2002

### 国際タイトル
- なし

## 歴代所属選手
- ロイ・ホジソン
- ジミー・ブラード
- キム・グラント
- ブラッドリー・ジョンソン